# Przełęcz Trzech Dolin
Przełęcz Trzech Dolin (810 m n.p.m., niem. Dreiwassertal) – przełęcz w Sudetach Środkowych, w Górach Kamiennych, w północno-zachodniej części pasma Gór Suchych.

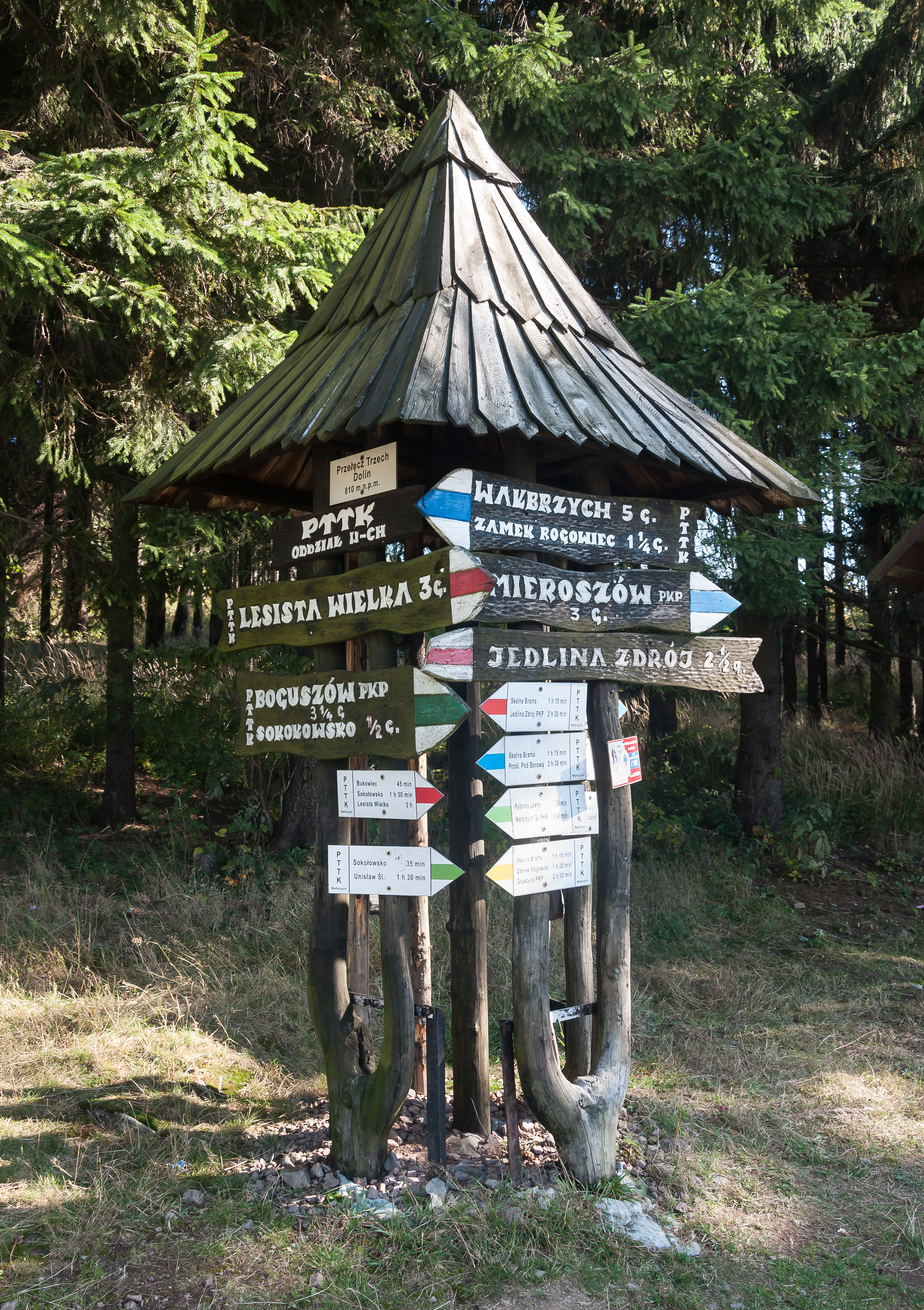
Węzeł szlaków na przełęczy Trzech Dolin

## Opis
Przełęcz Trzech Dolin znajduje się u podnóża Waligóry w centralnym punkcie Gór Kamiennych, gdzie zbiegają się granice zlewni trzech potoków: Rybnej, Sokołowca i Złotej Wody oraz gdzie schodzą się trzy grzbiety głównego grzbietu Gór Suchych: grzbiet najwyższy z Waligórą, grzbiet z Klinem i grzbiet z Graniczną i Bukowcem.
Zasadniczy trzon Gór Suchych składa się z trzech grzbietów: północnego, środkowego i południowego. Główny grzbiet środkowy jest krótszy od pozostałych i ma charakter zwartej, o bogatej rzeźbie, skalnej wyspy, otoczonej ze wszystkich stron dolinami. Jedynym połączeniem z grzbietem północnym jest Przełęcz Trzech Dolin zaliczana do jednych z oryginalniej ukształtowanych terenów w Górach Kamiennych.

## Budowa geologiczna
Rejon przełęczy zbudowany jest z permskich skał wylewnych - porfirów (latytów) i melafirów (trachybazaltów) oraz tufów porfirowych (ryolitowych). 

## Turystyka
Na przełęczy znajduje się węzeł szlaków turystycznych. Przełęcz posiada malownicze trasy biegowe i zjazdowe z licznymi wyciągami narciarskimi na stokach o różnym stopniu trudności. Corocznie od lat 80. XX wieku w okolicach przełęczy rozgrywana jest w lutym popularna międzynarodowa impreza narciarska Bieg Gwarków.
100 m niżej na północny zachód od przełęczy znajduje się schronisko „Andrzejówka”.

## Szlaki turystyczne
Piesze:
- czerwony z Jedliny do Sokołowska (Główny Szlak Sudecki)
- żółty z Głuszycy do Sokołowska
- zielony z Wałbrzycha do Unisławia Śląskiego
- niebieski z Mieroszowa do Rybnicy
- czarny do Przełęczy Pod Szpiczakiem.

Rowerowe górskie (wyznakowane w 2004 roku przez gminę Głuszyca):
- zielony wokół Głuszycy
- niebieski z Radosnej do Trzech Strug.

Narciarski:
- czerwony prowadzący do schroniska Zygmuntówka na Przełęczy Jugowskiej w Górach Sowich.